# Набедренник (облачение)
Набе́дренник — принадлежность богослужебного облачения православного священника русской традиции.

## Описание
Имеет вид матерчатого продолговатого прямоугольника (плата), в центре которого изображён крест. Носится на длинной ленте у бедра справа, а при палице (у протоиерея и архимандрита) слева.
Так же как и архиерейская палица, символизирует «меч духовный, который есть Слово Божие» (Еф. 6:17). Слово, которым должен быть вооружён священник и которое получило отражение в Четвероевангелии, на что и указывает прямоугольная форма набедренника. Надевая набедренник перед совершением полной Литургии священник молится:

Препоя́ши меч Твой по бедре́ Твое́й, Си́льне, красото́ю Твое́ю и добро́тою Твое́ю, и наляцы́, и успева́й, и ца́рствуй и́стины ра́ди, и кро́тости, и пра́вды, и наста́вит Тя ди́вно десни́ца Твоя́, всегда́, ны́не и при́сно, и во ве́ки веко́в. Ами́нь.
— Пс. 44:4
Набедренник появился в Русской православной церкви в XVI веке. По материалам рукописей XVII века, принадлежностью архимандритов, игуменов и протопопов был один только набедренник, без палицы. Однако архимандритам некоторых знаменитых монастырей царскими, патриаршими (митрополичьими) грамотами либо грамотами епархиальных архиереев даровались права ношения одновременно палицы и набедренника. В «Очерке истории Русской Церкви» будущего епископа Гермогена (Добронравина) упоминается, что в 1561 году архимандрит Троице-Сергиевой лавры первый получил право служения в митре, набедреннике, палице и с рипидами. В 1651 году царём Алексеем Михайловичем аналогичные права были дарованы архимандриту Соловецкого монастыря. В течение XVII века архимандритам разных монастырей даровалось также право служения как с одной «полицией», так и с «полицией и набедренником». При этом какой-либо последовательности в предоставлении литургических отличий не было: архимандриту могли жаловать право служения в митре («шапке среброкованной»), с рипидами, «на ковре» и с осенением свечами, но без палицы и набедренника.
В 1675 году на Московском соборе были упорядочены иерархические награды. Возможно, под влиянием присутствовавших на Соборе представителей греческих Поместных церквей набедренник исчез из списка литургического облачения духовенства, в то время как палицу (в текстах постановлений собора — «епигонатий») надевали архимандриты трёх монастырей — Троице-Сергиева, Владимирского Рождественского и Московского Чудова. Остальные архимандриты, игумены и протопресвитеры могли носить епигонатий только по дарованию со стороны царя или патриарха. При этом делалось строгое замечание о недопустимости самовольного присвоения литургических отличий, что говорит о стихийном характере их распространения. Однако сразу после Собора дарованные прежде архимандритам монастырей права ношения некоторых архиерейских облачений, включая палицу, а также набедренника, были подтверждены.
С началом Синодального периода и связанного с этим превращением набедренника в низшую литургическую награду право архимандритов на ношение набедренника постепенно исчезло. Однако в 1780-е года Амвросием (Подобедовым) в его бытность архиепископом Крутицким архимандритам Лужецкого Можайского монастыря было «велено… носить мантию со скрижалями, служить с набедренником, полициею, в шапке, на ковре и иметь посох».
В настоящее время является уникальной иерархической наградой, которой нет в других Поместных православных церквах. Набедренник даётся священнику (иерею и иеромонаху) за ревностное служение Церкви в качестве первой награды (обычно через три года после рукоположения), либо сразу на хиротонии ставленника, имеющего семинарское духовное образование. Награждение находится в компетенции епархиального архиерея и происходит на Божественной литургии во время Малого входа.
- Набедренники